# حسام‌الدوله اردشیر
حسام‌الدوله اردشیر یا اردشیر دوم یکی از اسپهبد باوندیان طبرستان بین سال‌های ۱۲۳۸ تا ۱۲۴۹ میلادی بود. مادربزرگ او خواهر رستم پنجم بوده‌است. او کسی است که پس از حمله مغول مجدداً حکومت باوندیان را احیا کرد و مؤسس سومین شاخهٔ این خاندان، کینخوازیه، می‌باشد.

## تبار
آخرین حاکم شاخهٔ اسپهبدیه باوندیان، شمس‌الملوک رستم، برادرزن «شهریار بن کین‌خواز» بوده‌است. پسر شهریار هم «کین‌خواز» نام داشت و اردشیر پسر اوست. به عبارتی مادربزرگ اردشیر خواهر اسپهبد رستم پنجم بوده‌است.
انشعاب سوم باوندیان که اردشیر به وجود آورد را «کین‌خواز» یا «کین‌خوازیه» می‌نامند. واژه «کین‌خواز» به معنای «کین‌خواه» در فارسی است. این فعل هنوز در زبان کردی به این شکل استفاده می‌شود. منابع اولیه، مانند مرعشی، بعدتر این واژه را به شکل «کین‌خوار» هم نوشتند.
همچنین مادر او دخترِ امام اسماعیلیان نزاریه، جلال‌الدین حسن، بود.

## احیای باوند
در حالی که مازندران در پی حملات مغول دچار نابه‌سامانی جدی شده‌بود، اردشیر با پشتیبانی مردم تصمیم به احیای دودمان باوند گرفت. وی از ساری که حالا پایتخت والیان مغول شده‌بود، دور شده و پایتخت خود را شهر آمل قرار داد و در سال ۱۲۳۸ میلادی شاخهٔ کینخوازیه آغاز به کار کرد. اردشیر ارتباط نزدیکی با استنداران دودمان پادوسپانیان داشت و پیوند خویشاوندی میانشان برقرار بود.

## ارتباط با پادوسپانیان
در زمان اردشیر باوندی، استندار اردشیر در قلمرو پادوسپانیان حکومت داشت و این دو متحد یکدیگر بودند. اولیاءالله آملی شعری را نقل می‌کند که بر روی دیوار قصر اردشیر دوم بر کنارهٔ رود هراز نقش بسته بود:
| اردشیر آن شه پر دل که گه بخشش و جنگ |  | نگذارد اثر از هستی دریا و نهنگ     |
| آنکه بهرام فلک روی سوی گور نهد      |  | چون وی از کیش برآرد به گه جنگ خدنگ |

## درگذشت
او در سال ۱۲۴۹ میلادی درگذشت و پسرش محمد باوندی جانشین او شد. دایرةالمعارف بزرگ اسلامی حکومت او را ۱۱ سال (۱۲۳۸–۱۲۴۹) دانسته. لیکن ویلفرد مادلونگ در ایرانیکا حکومت او را ۱۵ سال دانسته و تاریخ درگذشتش را زودتر از آنچه گفته شده، می‌داند.

## منبع‌شناسی
اطلاعات این دوره محدود است. منابع این دوره قابل اعتماد نیستند و اطلاعاتشان به ندرت قابل تطبیق با منابع دیگر است. حسام‌الدوله اردشیر حامی ابن اسفندیار بود؛ نخستین مورخ تاریخ طبرستان که امروزه کتابی از او می‌شناسیم.